# Kárpáti Tamás (újságíró)
Kárpáti Tamás (Budapest, 1946. március 29. –) magyar újságíró, író, lapkiadó, főszerkesztő, műgyűjtő.

## Életpályája
1952-1964 között a Szinyei Merse Pál 12 évfolyamos Általános Iskola és Gimnázium tanulója. 1970-71 között végezte el a MÚOSZ Újságíró Iskolát. 1965 és 1989 között a Magyar Távirati Iroda (MTI) turnusvezetője és főmunkatársa. 1989-től szabadúszó szerző. Főszerkesztője volt az Elite magazinnak. 2000-ben alapította a Premier című művészeti magazint, amelynek főszerkesztője. 
Elsősorban művészeti és sport témakörben ír, de publikált az Élet és Irodalom hasábjain is. Több könyvet írt, ezek közül a legnépszerűbb a sakkbajnok Polgár családról szóló Partik, perek, pofonok című 1989-ben megjelent kötet. A 2000 tavaszán alapított képzőművészeti Gundel-díj  kuratóriumának tagja volt a díj megszűnéséig. Az általa alapított, múzsák számára adományozható Krisztina-díj bizottságának vezetője.
Az 1980-as évek eleje óta műgyűjtő. Gyűjteménye első darabja az a rajz volt, amelyet Alma nevű lányának Amerigo Tot készített egy látogatás alkalmával. Ez adta az inspirációt a későbbi gyűjtői tevékenységhez. Eleinte lányának almát, fiának bohócokat, feleségének vitorlásokat ábrázoló képeket gyűjtött. Gyűjtőszenvedélye újabb lendületet kapott, amikor birtokába jutott Barcsay Jenő egyik ecsetje. Ekkor már tudatos, rendszerező munka kezdődött. Az így létrejött Mesterecsetek című gyűjteményt a Vigadó Galéria mutatta be először 2002-ben. 
A Hungarikonok gyűjtemény alkotásai, híres magyarok személyes tárgyait foglalják magukba egy-egy ismert művész megfogalmazásában. Számtalan világhírű magyar művész, sportoló és feltaláló emléktárgyait őrzi a gyűjtemény műalkotásokba ágyazva. Így minden mű kettős értéket képvisel, emléktárgy és műalkotás. A folyamatosan bővülő Hungarikonok-gyűjtemény 2021-ben már több, mint 150 alkotásból állt. Számos országban megtekinthető volt egy-egy válogatás a művekből: 2012-ben Olaszországban a Római Magyar Akadémia dísztermében, az olimpiai játékok alkalmával a londoni Magyar Kulturális Központban, 2015-ben  Milánóban a Világkiállítás magyar pavilonjában voltak kiállítva a gyűjtemény darabjai. Mindemellett Kárpáti olyan külföldi művészek emléktárgyaival is büszkélkedhet, mint John Lennon nyakkendője, vagy Frida Kahlo ecsetje. A Hazatért Hungarikonok című két kötetes könyvében mutatja be a gyűjtemény darabjait, és meséli el az alkotások keletkezésének sokszor kalandos történetét.

## Magánélet
Budapesten él. Nős, két gyermek, Alma és András édesapja, Berci és Zsiga nagyapja. Feleségével, Judittal 1985. június 25-én házasodott össze. Lelkes sportrajongó és szenvedélyes sakkjátékos.

## Könyvei
- Kárpáti Tamás. Partik, perek, pofonok (ragasztott papírkötés, 21cmx15cm) (magyar nyelven), Budapest: Magyar Eszperantó Szövetség, 152. o. (1989. március 19.). ISBN 963-571-308-8
- Kárpáti Tamás. Zemplényi (ragasztott papírkötés, 18cmx11cm) (magyar nyelven), Budapest: Pannon Könyvkiadó, 181. o. (1992. március 19.). ISBN 963-7866-43-4
- Kárpáti Tamás. Hazatért hungarikonok – Kárpáti-gyűjtemény 2017 (fűzött kemény papírkötés kemény tokban, 24cmx24cm) (magyar nyelven), Budapest: Maszk és Ecset Alapítvány, 227. o. (2017. március 19.). ISBN 978-963-12-8740-0
- Kárpáti Tamás. Hazatért hungarikonok 2 – Kárpáti-gyűjtemény 2018 (fűzött kemény papírkötés kemény tokban, 24cmx24cm) (magyar nyelven), Budapest: Maszk és Ecset Alapítvány, 204. o. (2018. március 19.). ISBN 9786150027548